# SOR NS 18
SOR NS 18 — сочленённый автобус, выпускаемый чешской компанией SOR Libchavy с 2018 года. Пришёл на смену автобусу SOR NB 18. Также производились троллейбусы SOR TNS 18 и Škoda 33Tr SOR. 

## Конструкция
Длина автобуса SOR NS 18 составляет 18750 мм, ширина составляет 2550 мм. Вход осуществляется через четыре двери шириной 1200 мм. Дополнительно автобус оснащён системой кондиционирования. Максимальная скорость автобуса 80 км/ч. Интерьер практически идентичен автобусу SOR NB 18.

## Производство
В 2018 году был представлен автобус SOR NS 18 с двигателем внутреннего сгорания. С 2022 года производятся также газомоторные модификации SOR NSG 18 и электробусы.
Значительная часть автобусов эксплуатируется в Чехии, Германии и Словакии.